# П'єтро Весконте
П'єтро Весконте (італ. Pietro Vesconte, лат. Petrus Vesconte, роки активності 1310—1330) — генуезький картограф і географ. Піонер у галузі створення морських карт-портоланів, автор найстарішої підписаної та датованої морської карти, що зберіглася з часів середньовіччя. Роботи Весконте здійснили потужний вплив на розвиток італійської та майорканської картографічних шкіл у XIV—XV століттях. Весконте був першим професійним картографом, який регулярно підписував та датував свої роботи.

## Життєпис
Хоча Весконте народився в Генуї, більшу частину своїх робіт він створив у Венеції. Він активно діяв між 1310 і 1330 роками створивши за цей період велику кількість карт-портоланів. Його морські карти є одними з найперших карт, на яких точного відображено регіони Середземного та Чорного морів. Він також відзначився створенням точніших за попередників зображень узбережжя північної Європи, зокрема Британії та, меншою мірою, Ірландії.
Портолан Східного Середземномор'я П'єтро Весконте 1311 року є найстарішою підписаною та датованою морською картою, що збереглася з часів середньовіччя. Він також є автором щонайменше чотирьох підписаних атласів, які складались з багатьох аркушів (1313, 1318a, 1318b, бл. 1321), де різні аркуші можна об'єднати в єдину морську карту. Також існує атлас (1321 р.) та одиночний портолан (1327 р.), підписані «Перріно Весконте» («Perrino Vesconte»), що, як вважається, належать або самому П'єтро, або, можливо, якомусь з його молодших родичів, що використовував зменшену форму імені «П'єтро». Зображення картографа за роботою в атласі Весконте 1318 року, може бути його власним зображенням.
П'єтро Весконте використав свій досвід розробника портоланів на своїй кругові карті світу, чим привніс у жанр Mappa mundi (карта світу) нечувану раніше точність. Він створив карту світу, морський атлас, карту Святої Землі та план Аккри та Єрусалима для включення в збірник Маріно Сануто Liber secretorum fidelium cruces, що був створений для заохочення нового хрестового походу. Відомо три копії збірника Сануто (бл. 1320–21, бл. 1321, бл. 1325), що включають карти Весконте. Хоча лише карти однієї з них підписані Весконте, інші дві також вважаються зробленими ним, або принаймні під його керівництвом.

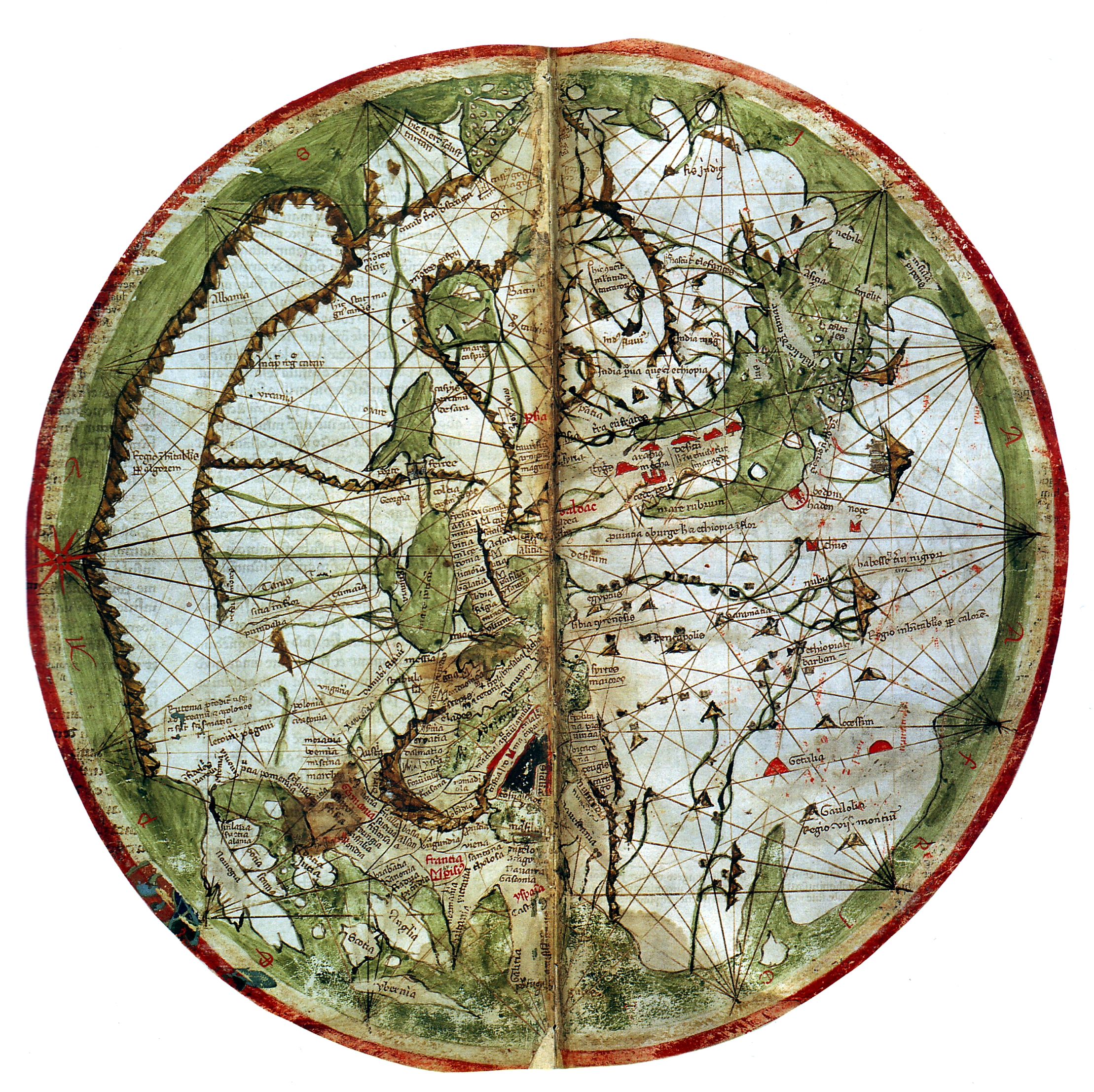
Mappa Mundi П'єтро Весконте

## Перелік карт Весконте
П'єтро Весконте належать або приписуються наступні роботи:
- 1311 р. — датована та підписана карта-портолан східного Середземномор'я, що зберігається (CN1) в Archivio di Stato у Флоренції, Італія.
- 1313 р. — датований та підписаний атлас із шести аркушів, що зберігаються (DD 687) у Національній бібліотеці Франції у Парижі, Франція. (1. календар, 2. Чорне море, 3. Егейське море, 4. східне Середземномор'я, 5. центральне Середземномор'я, 6. західне Середземномор'я та Британські острови)[6]
- 1318 р. — датований та підписаний атлас із семи аркушів (Port. 28), у Музеї Коррер у Венеції, Італія. (1 календар, 2. Чорне море, 3. Східне Середземномор'я, 4. Центральне Середземномор'я, 5. Західне Середземномор'я, 6. Іспанія та північна Африка, 7. північна Атлантика)
- 1318 — датований та підписаний атлас із десяти аркушів (MS 594), що зберігається Österreichische Nationalbibliothek у Відні, Австрія. (1.календар, 2. Чорне море, 3. східне Середземномор'я., 4. центральне Середземномор'я (південь), 6. центральне Середземномор'я (північ) 7. західне Середземномор'я, 8. Іспанія та французьке узбережжя Атлантики, 9. Британські острови, 10. Адріатичне море)
- c.1320-21 — без дати, але підписані Весконте, карти для Liber Secretorum Марино Санудо: mappa mundi плюс атлас із п'яти аркушів (частково відсутні), зберігається (Pal. Lat.1362A) у Ватиканській бібліотеці у Ватикані (2. Чорне море, 3. Егейське море, 4. Палестина та східне Середземномор'я . 5. Адріатика і Північна Африка, 6. західне Середземномор'я і північна Атлантика)
- 1321 р. — датований та підписаний Перріно Весконте, атлас із п'яти аркушів, що зберігається (RP4) Zentralbibliothek[en] в Цюриху, Швейцарія (1 календар, 2. Іспанія та північна Атлантика, 3. центральне Середземномор'я, 4. східне Середземномор'я, 5. Чорне море)[7]

- c.1321 — недатований атлас із дев'яти аркушів (MS 175), що знаходиться у Ліонській міській бібліотеці у Ліоні, Франція. (1. календар, 2. румб-мережа, 3. Чорне море, 4. східне Середземномор'я, 5. центральне Середземномор'я (північ), 6. центральне Середземномор'я (північ) 7. західне Середземномор'я. 8. Британські острови та Франція, 9. Адріатичне море)
- c.1321 — без дати та без підпису, впевнено приписується Весконте, карти для Liber Secretorum Маріно Санудо: mappa mundi та атлас з п'яти аркушів (Vat. Lat. 2972), зберігається у Ватиканській бібліотеці у Ватикані (1. Чорне Море, 2. Егейське море та північна Африка, 3. Палестина та східне Середземномор'я . 4. центральне Середземномор'я , 5. західне Середземномор'я та північна Атлантика)[8]
- c.1325 — без дати та без підпису, впевнено приписуваний Весконте, карти для Liber Secretorum Маріно Санудо: mappa mundi та атлас з п'яти аркушів, що зберігається (Add MS 27376) в Британській бібліотеці у Лондоні, Велика Британія. (1. Іспанія та північна Атлантика, 2. центральне Середземномор'я, 3. Палестина та східне Середземномор'я, 4. Егейське море та Північна Африка, 5. Чорне море)
- 1327 р. — датована та підписана Перріно Весконте карта-портолан, що зберігається (Med Palat. 248) в Бібліотеці Медічи-Лауренціана у Флоренції, Італія.[9]

## Галерея

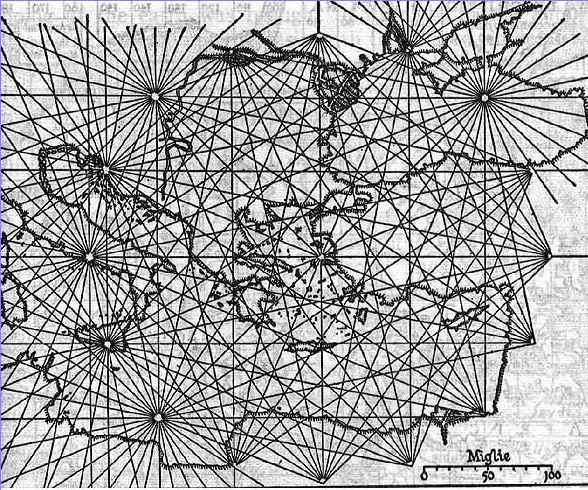
Портолан Східного Середземномор’я П'єтро Весконте 1311 року, перша підписана карта-портолан (Archivio di Stato, Флоренція)
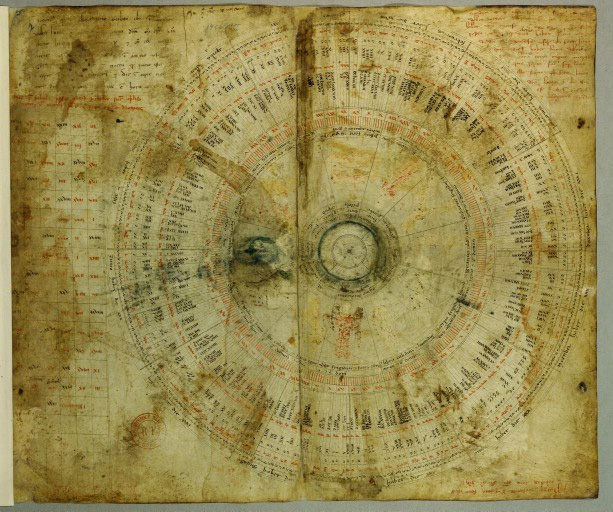
Астрономічний календар з атласу П'єтро Весконте 1313 року. (Національна бібліотека Франції, Париж)
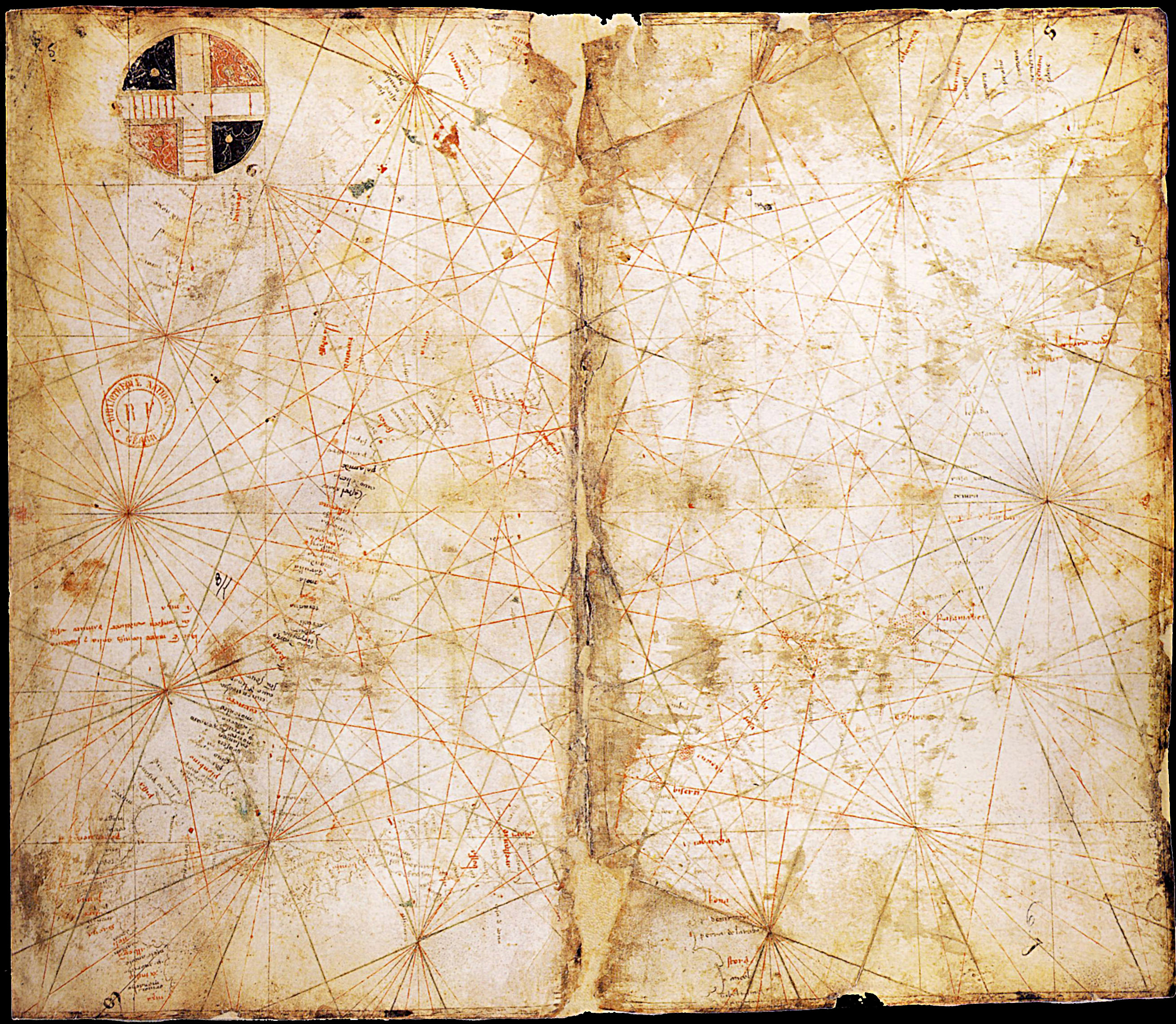
Карта Атлантики, аркуш атласу П'єтро Весконте 1313 року. (Національна бібліотека Франції, Париж)
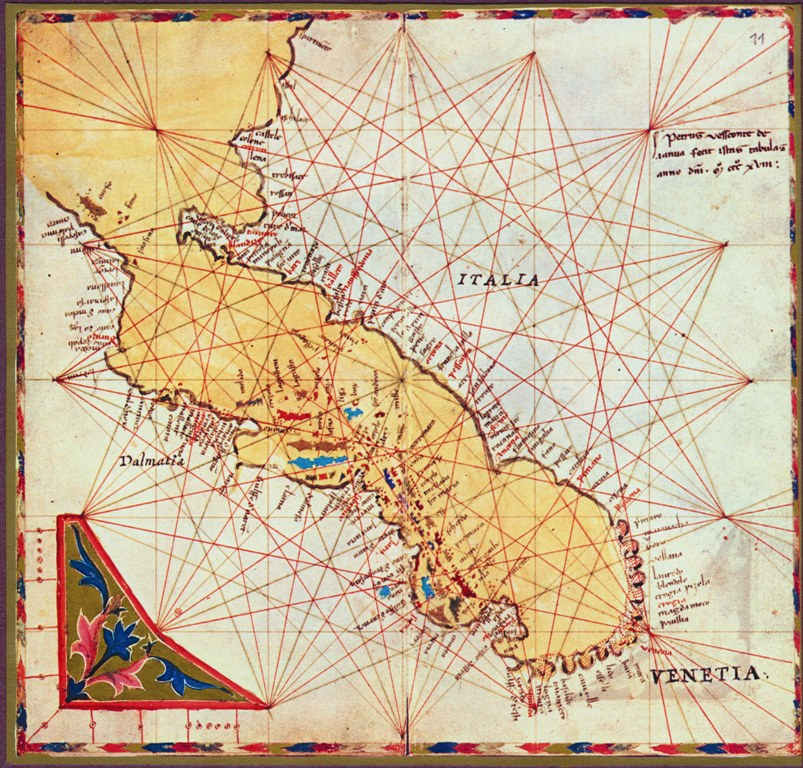
Карта Адріатичного моря, аркуш атласу П'єтро Весконте 1318 року (Österreichische Nationalbibliothek, Відень)
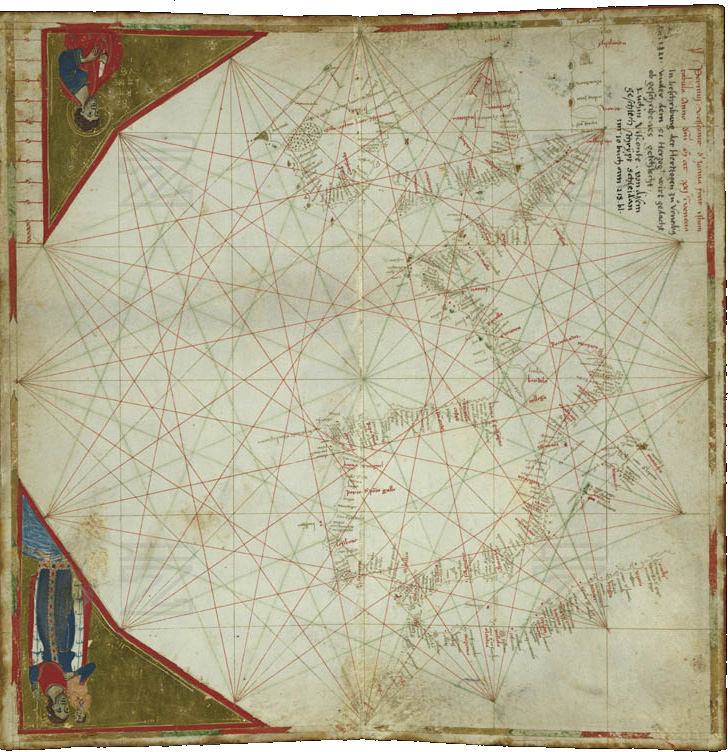
Карта Атлантики, аркуш атласу "Перріно" Весконте 1321 року (Центральна бібліотека Цюриху)
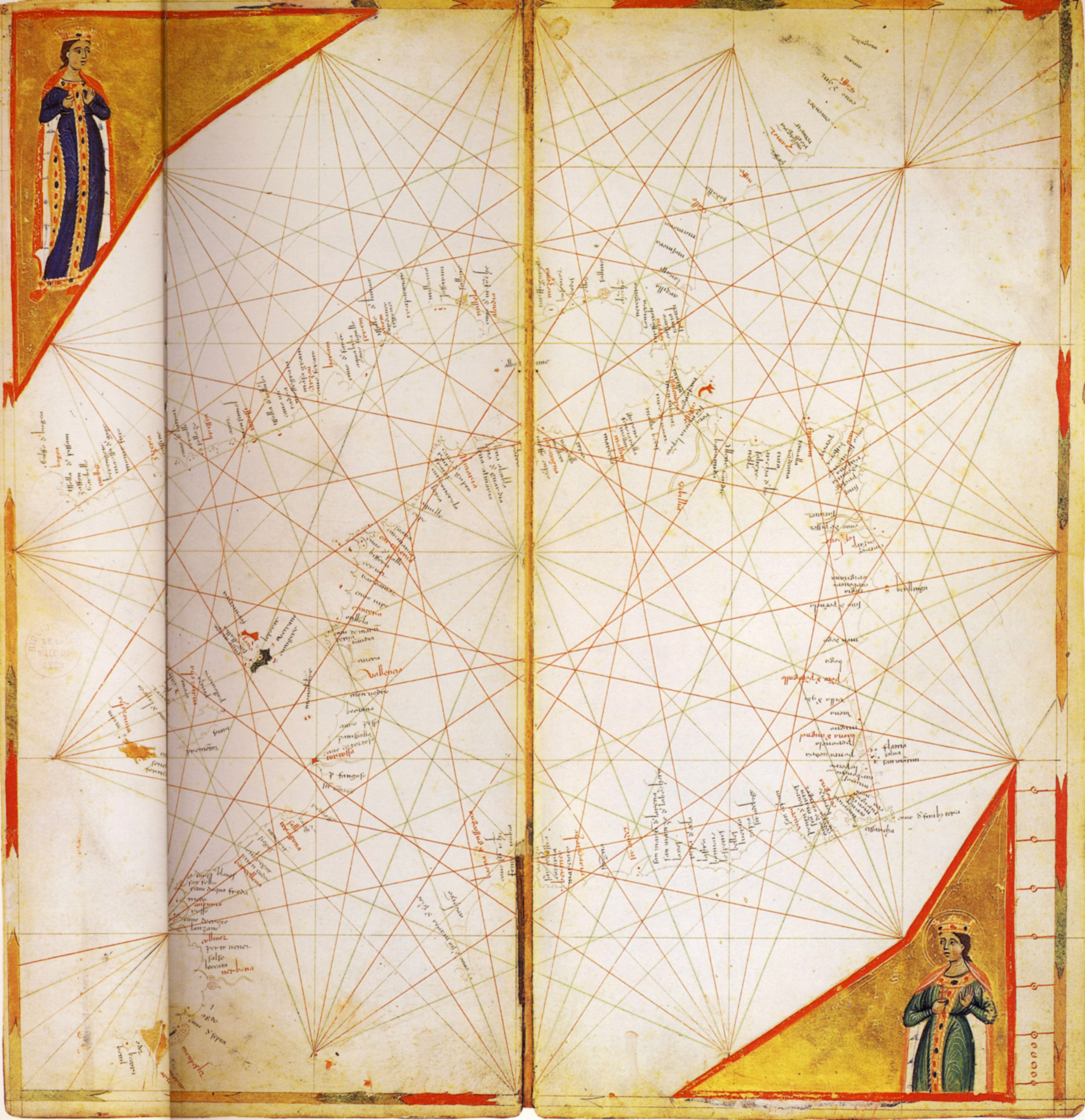
Карта західного Середземномор'я, аркуш П'єтро Весконте з Атласу. 1321 року (Bibliothèque municipale de Lyon)
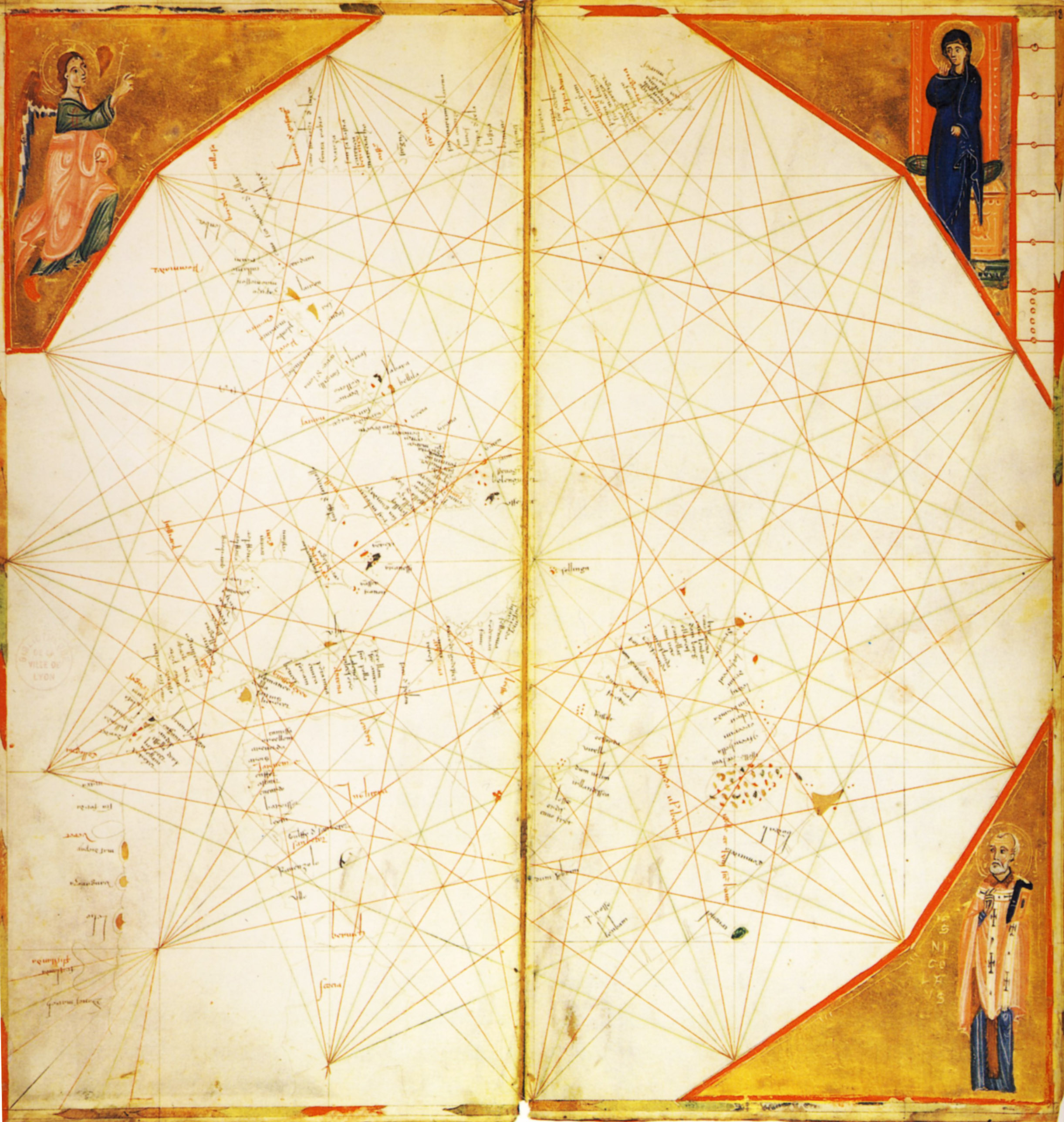
Карта північної Атлантики (Франція, Велика Британія, Ірландія), аркуш П'єтро Весконте з Атласу 1321 року (Bibliothèque municipale de Lyon)
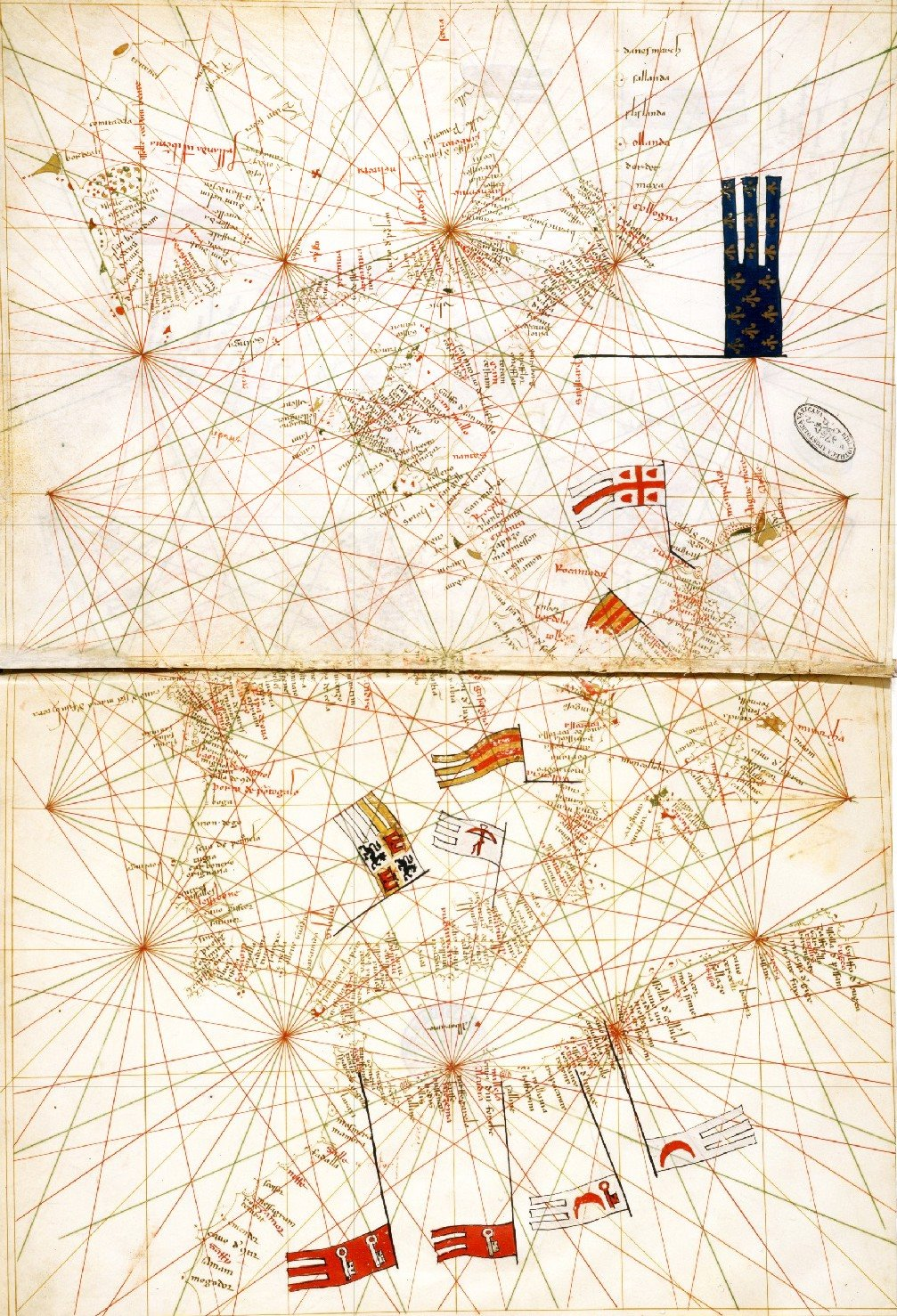
Карта Атлантики, аркуш з атласу Весконте 1321 р. для Liber Secretum Маріно Сануто (Ватиканська бібліотека)
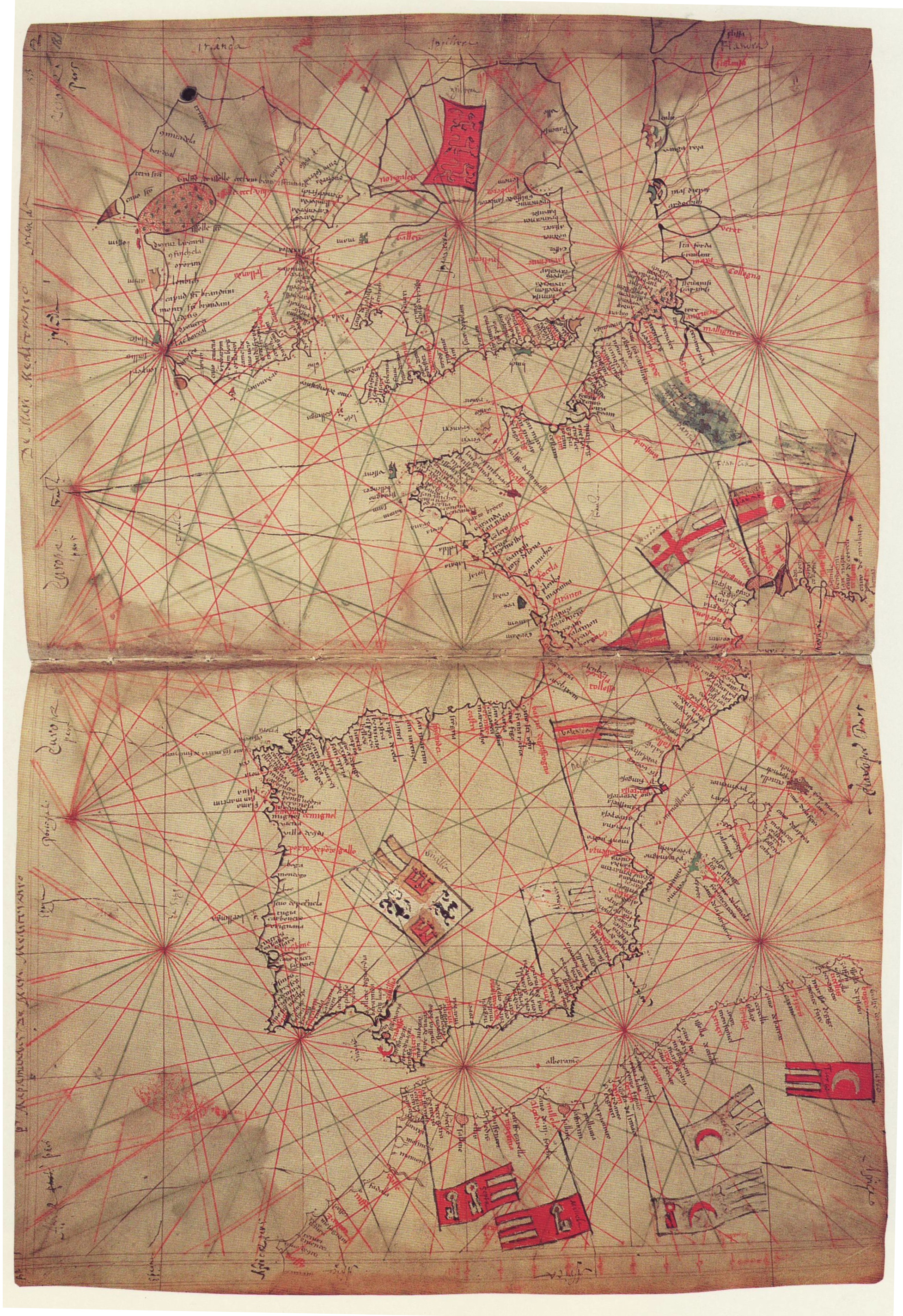
Карта Атлантики Весконте з Атласу.1325 року для Liber Secretorum Маріно Сануто (Британська бібліотека)
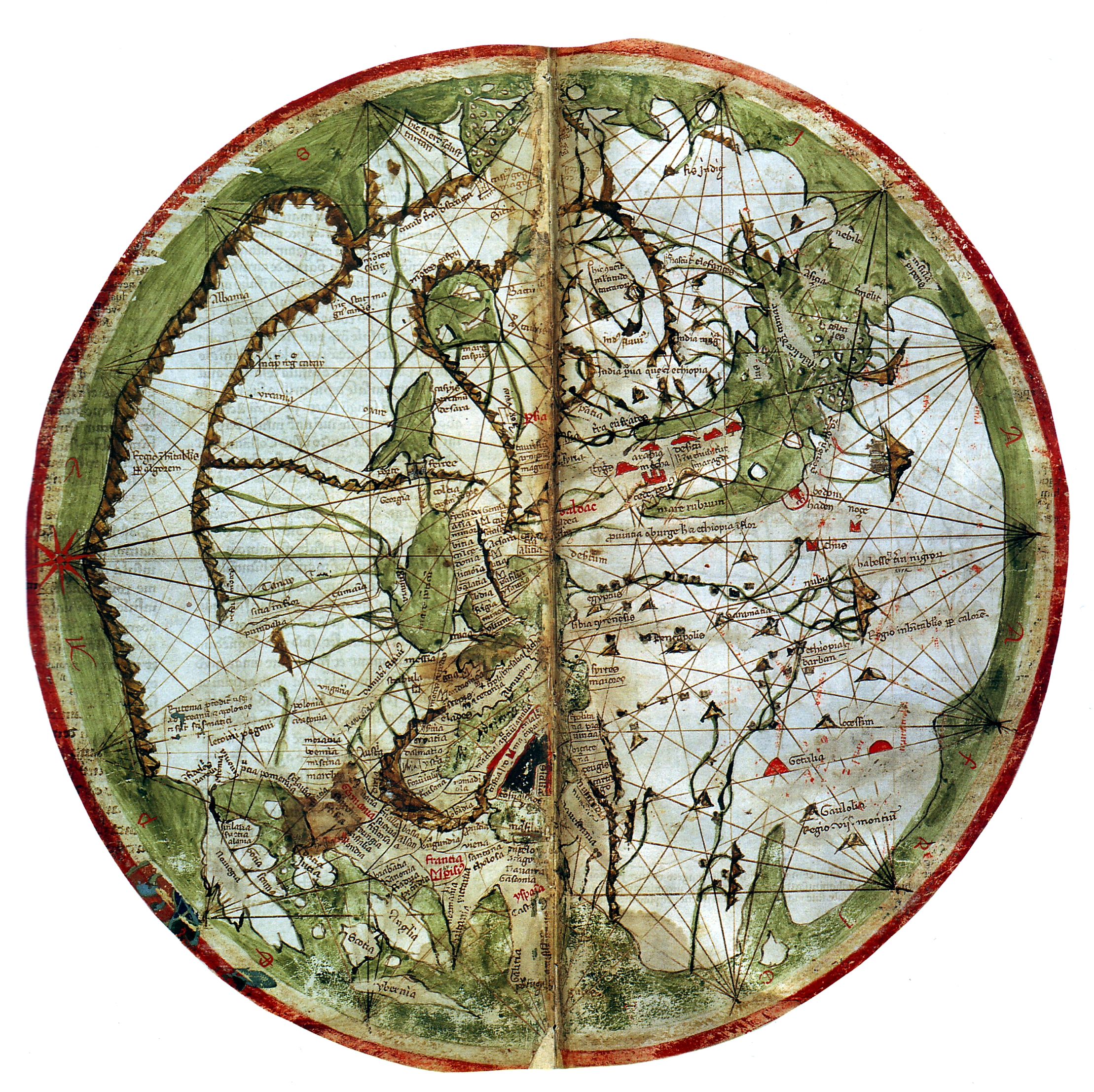
Маппа Мунді П'єтро Весконте для Лібер secretorum Маріно Сануто (орієнтована вершиною на південний схід)